# 跳龍屬
跳龍屬（屬名：[Saltopus] 错误：{{Lang}}：文本有斜体标记（帮助），意為「跳躍的腳」）又名跳足龍、跃步龙，是種非常小的二足恐龍形類动物。牠們是三疊紀晚期的肉食性動物。跳龍身長約60公分，體型如小型貓。跳龍的化石是在1910年發現於蘇格蘭。跳龍有類似鳥類的中空骨頭，體重約1公斤，手掌擁有五根手指，頭部長並擁有數十顆牙齒。以上沒有一點是確定的，因為跳龍僅發現非常少的化石，大部分是後腿碎片。
跳龍曾經有過不同的分類，例如：蜥臀目、更先進的獸腳亞目物種、以及艾雷拉龍的近親，但因為僅發現部分碎片，所以跳龍的分類仍在爭議中。有些研究人員如葛瑞格利·保羅，認為跳龍是腔骨龍科恐龍的未成年體，例如腔骨龍或原細顎龍。在2000年，奧利佛·勞赫（Oliver Rauhut）與A. Hungerbühler認為跳龍是種原始恐龍形類（Dinosauriformes）動物，親緣關係接近兔鱷，並非恐龍。在2011年，麥可·班頓（Michael Benton）與艾力克·沃克（Alick Walker）提出跳龍是種恐龍形類，比偽兔鱷還要衍化，但比西里龍科、恐龍還要原始。

## 外部連結
- 跳龍簡介 Dino Directory網站